# Frances Beatrice Marshoff
Frances Beatrice Marshoff (* 17. September 1957 in Bloemfontein; † 15. April 2023 in Soweto) war eine südafrikanische Politikerin. Sie gehörte dem African National Congress (ANC) an und war vom 22. April 2004 bis 2009 Premierministerin der Provinz Freistaat.

## Werdegang
Marshoff matrikulierte 1975 mit Auszeichnung an der Dr Blok Senior Secondary School in Heidedal, Bloemfontein, erwarb dann das Diplom als Hebamme und später das Diplom als Intensivkrankenschwester und Krankenpflegerin im Operationsdienst. Sie arbeitete von 1977 bis 1982 als Krankenschwester in Johannesburg und anschließend bis 1986 am Pelonomi-Krankenhaus in Bloemfontein.
Sie interessierte sich zunehmend für die Politik und arbeitete in verschiedenen politischen regionalen und provinzialen Gremien. Während dieser Zeit wurde sie Mitglied in der Health Workers Association und South African Health and Social Services Organisation.
Im Jahre 1994 wurde sie in die Nationalversammlung gewählt. 1998 übernahm sie den Vorsitz des Reconstruction and Development Programme im Finanzausschuss des Parlaments sowie den Vorsitz des Unterausschusses für das Gesundheitsbudget.
Marshoff war geschieden und Mutter von drei Kindern. Sie lebte in Mangaung und starb am 15. April 2023 im Alter von 65 Jahren im Chris Hani Baragwanath Hospital in Soweto.